# Tu Pantee Raja
Tu Pantee Raja is een bestuurslaag in het regentschap Pidie Jaya van de provincie Atjeh, Indonesië. Tu Pantee Raja telt 737 inwoners (volkstelling 2010).